# 土岐南多治見インターチェンジ

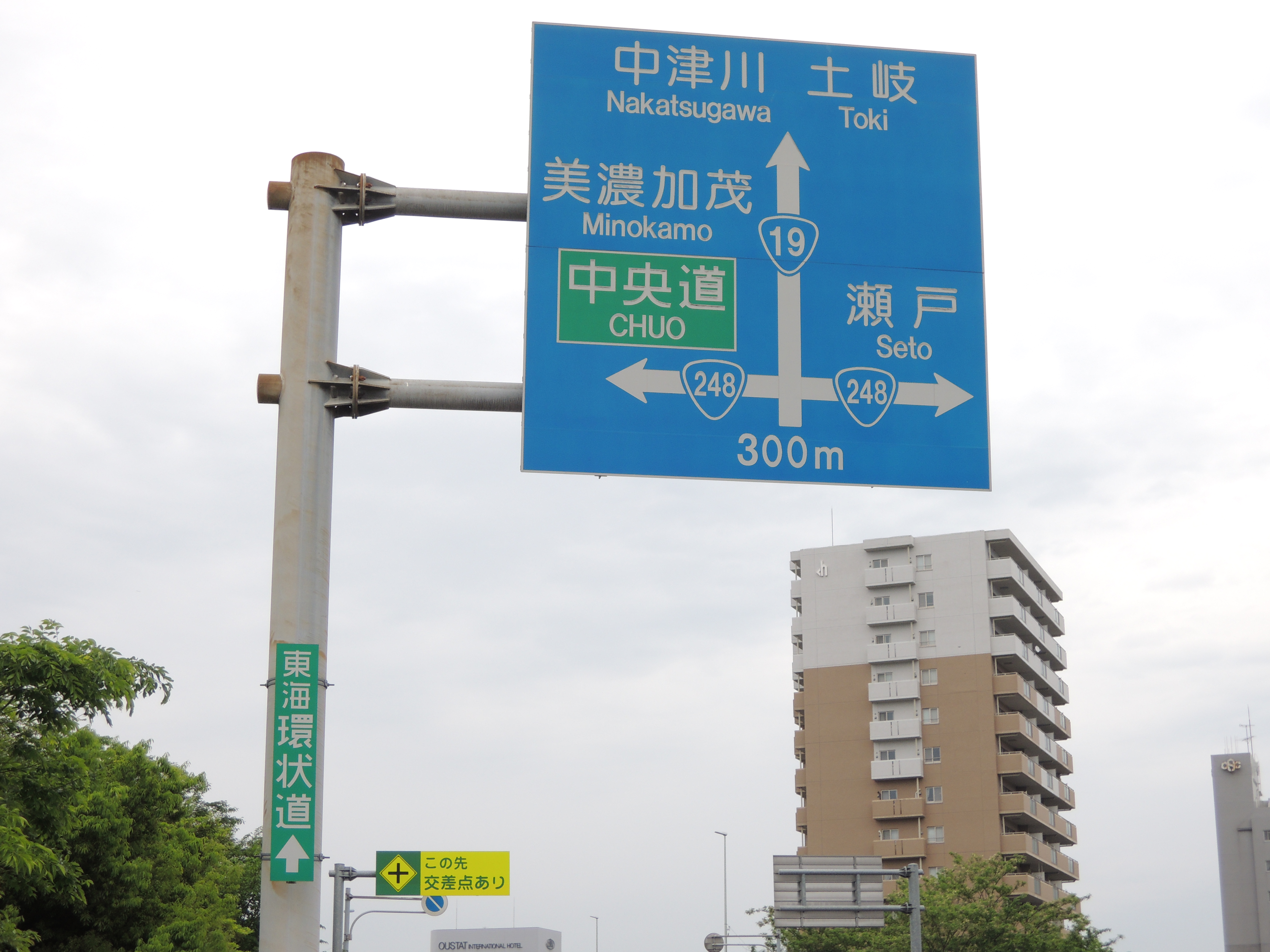
東海環状道の案内標識。左下に「東海環状道↑」（国道19号線下り：多治見市太平町）

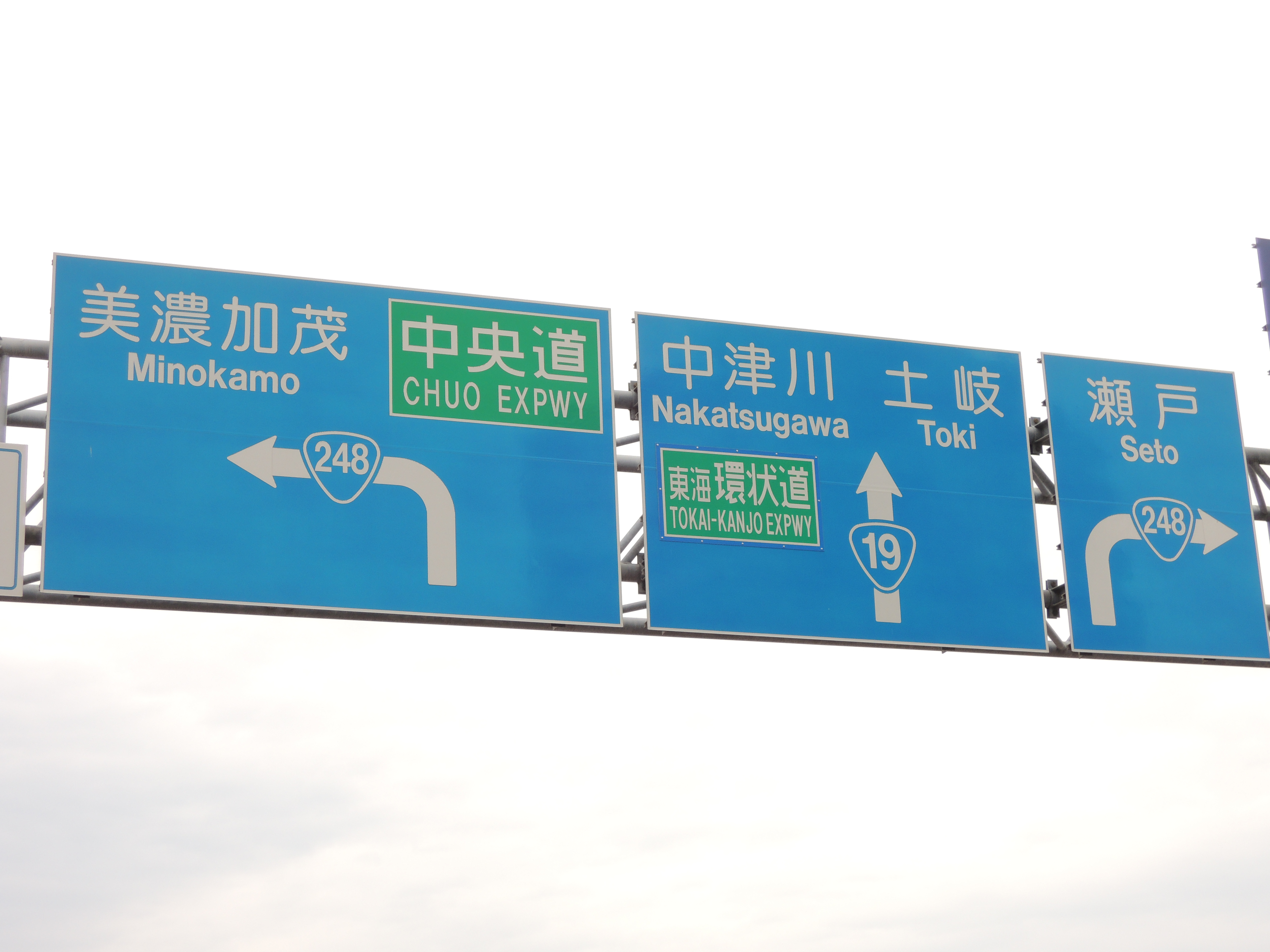
東海環状道の案内標識。中央道多治見ICへは左折（国道19号線下り 音羽町交差点：多治見市）

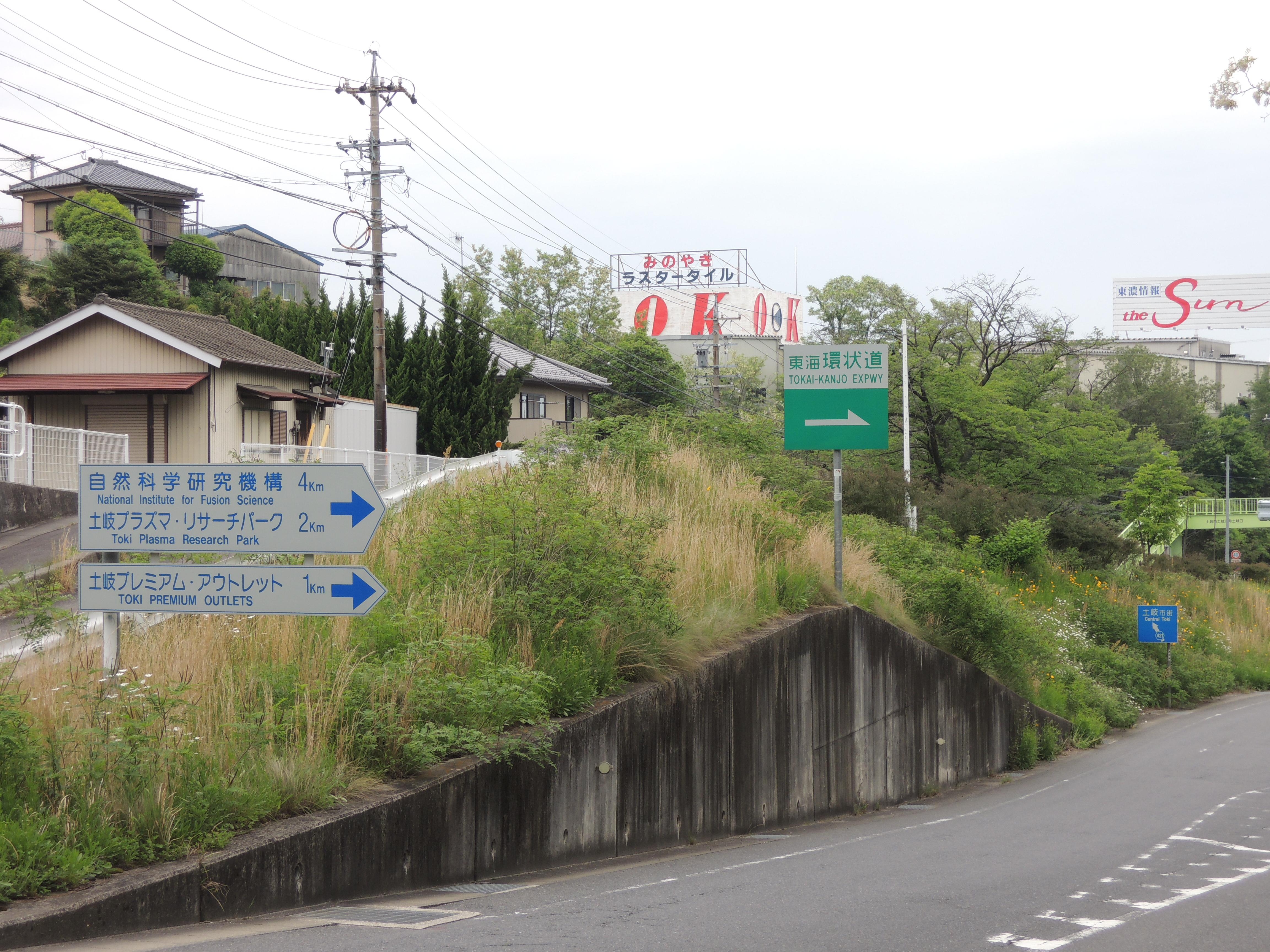
東海環状道の案内標識（国道19号線下り 神明交差点：土岐市）

土岐南多治見インターチェンジ（ときみなみたじみインターチェンジ）は、岐阜県土岐市土岐津町土岐口にある東海環状自動車道のインターチェンジである。
2005年（平成17年）3月19日、東海環状自動車道の東回り区間開通に伴い供用開始。2025年（令和7年）4月8日10時よりETC専用料金所に変更されたため、ETC車載器を搭載していない車両は利用できなくなった。

## 歴史
- 2005年（平成17年）3月19日 - 東海環状自動車道の豊田東JCT - 美濃関JCT間の開通に伴い供用開始[2][3]。
- 2025年（令和7年）4月8日 - 10時から料金所がETC専用になる[6]。

## 周辺
- 土岐プラズマリサーチパーク
  - 総合研究大学院大学物理科学研究科
  - 核融合科学研究所
- 土岐プレミアム・アウトレット[7][8][9][10]
- テラスゲート土岐[9][10]
- イオンモール土岐[7][9][10][11]
- 道の駅土岐美濃焼街道
- 土岐市立陶磁器試験場
- 山神温泉
- 土岐市役所
- 土岐市文化プラザ
- 土岐市立総合病院
- 岐阜県立土岐商業高等学校
- 岐阜県立土岐紅陵高等学校
- 土岐市立土岐津中学校
- 土岐市立土岐津小学校

## 接続する道路
直接接続
- 岐阜県道382号土岐南多治見インター線

間接接続
- 国道19号
- 岐阜県道392号肥田下石線

## 料金所
- ブース数：6

標準的なレーン運用であり、メンテナンス等により実際のレーン運用とは異なる場合がある（2025年4月8日現在）。

### 入口
- ブース数：2
  - ETC / サポート : 1
  - ETC専用 : 1

### 出口
- ブース数：4
  - 閉鎖：1
  - ETC専用：2
  - サポート：1

## IC名を巡る騒動
設置場所は土岐市土岐津町土岐口で、多治見市の市境から3.5 km離れており、計画当初から「土岐南IC」という仮称であった。市民にも浸透していたこともあり、日本道路公団中部支社より土岐市に2004年（平成16年）4月6日に正式に土岐南ICとすると打診があり土岐市も承諾した。
しかし、土岐市・多治見市などを含む東濃西部三市一町では合併計画があった（2004年1月に合併計画は破綻）ため、ICの名称はその新市名にする思いがあった多治見市と多治見市政財界は「東濃のランドマークは多治見」であると主張。2004年6月に多治見市が土岐市に「土岐多治見IC」とするよう要望したが、市民感情やこれまでの経緯を踏まえた土岐市側はそれを受け入れなかった。
そこで多治見市側は、岐阜県知事（当時）の梶原拓に直談判し、2004年9月の岐阜県議会で取り上げてもらい、岐阜県と東濃西部三市一町で会議が開かれた。岐阜県は「土岐多治見」とする案を、土岐市は仮称の「土岐南」を提示した。東海環状自動車道の事業が始まってから生じた道路用地や残土処理の問題に協力してきた土岐市の猛反発があったが、岐阜県は土岐市以外からの反発がないことなどから「土岐南多治見」とする折衝案を日本道路公団に通告し、最終的に公団は2004年11月26日に名称を「土岐南多治見」と発表した。
高速道路情報、道路情報板では簡略して「土岐南」と表示されている。当初、一般道における当インターチェンジへの案内板表示はほかのインターチェンジと異なり、「土岐南多治見」というインターチェンジ名称が記述されず「東海環状道」という路線名称だけであった。現在も、インターチェンジ入口のみに「土岐南多治見」と記述された案内板表示（冒頭の画像参照）があるだけである。

## 隣
C3 東海環状自動車道
(6)せと品野IC - (7)土岐南多治見IC - (30-1)土岐JCT - (PA/7-1)五斗蒔PA/SIC - (8)可児御嵩IC